# Maximilian Löbbecke
Maximilian (Max) Löbbecke (* 1848; † 1930) war ein deutscher Verwaltungsbeamter und Rittergutsbesitzer.

## Leben
Maximilian Löbbecke studierte Rechtswissenschaften an der Ruprecht-Karls-Universität Heidelberg. 1868 wurde er Mitglied des Corps Guestphalia Heidelberg. Nach dem Studium trat er in den preußischen Staatsdienst ein. Von 1877 bis 1887 war er Landrat des Kreises Iserlohn. Löbbecke war Besitzer des Rittergutes Haus Hemer, wo er bis zu seinem Tod lebte.